# هرمان ويلر
هرمان ويلر (بالألمانية: Hermann Weller)‏ هو لغوي وكاتب ألماني، ولد في 4 فبراير 1878 في شفايبيش غموند في ألمانيا، وتوفي في 9 ديسمبر 1956 في توبينغن في ألمانيا.